# Велике Поле (Україна)
Вели́ке По́ле — село в Україні, у Рівненському районі Рівненської області. Населення становить 414 осіб. Раніше село було центром Великопільської сільської ради.

## Історія
Село засноване в 70-х роках XIX століття.

## Географія
Розташоване за 18 км від колишнього районного центру і теперішнього центру громади, за 16 км від залізничної станції Костопіль.

## Населення
Згідно з переписом УРСР 1989 року чисельність наявного населення села становила 367 осіб, з яких 193 чоловіки та 174 жінки.
За переписом населення 2001 року в селі мешкало 412 осіб. 100 % населення вказало своєю рідною мовою українську мову.

## Сільське господарство
У Великому Полі була розміщена центральна садиба колгоспу «Україна». В його користуванні було 2356 га землі, у тому числі 878 га орної. Господарство льонарського напряму з розвинутим м'ясо-молочним тваринництвом. За успішне виконання завдань восьмої п'ятирічки завідувач тваринницької ферми Й. П. Сова удостоївся ордена Трудового Червоного Прапора.

## Відомі люди
Мацько Іван Тимофійович народився 1922 року в селі Дзвеняче Турківського району Дрогобицької області.
У 1940 році був переселений в с. Велика Купля, Березнівського району Рівненської області.
У 1942 році перебував у Німеччині на примусових роботах.
У квітні 1945 році був призваний на фронт, воював у стрілецькій дивізії.
Про участь в операціях Івана Тимофійовича не відомо.
Нагороджений:
Орденом «За особисту мужність»,
ювілейною медаллю «20 років перемоги у Великій Вітчизняній війні 1941—1945 рр.»,
ювілейною медаллю «30 років перемоги у Великій Вітчизняній війні 1941—1945 рр.»,
ювілейною медаллю «40 років перемоги у Великій Вітчизняній війні 1941—1945 рр.»,
Помер Мацько Іван Тимофійович у 2014 році.
Мацько Петро Тимофійович народився у 1911 році в селі Дзвеняче, Турківський район, Дрогобицька область.
У 1940 р. був переселений у село Велика Купля, Березнівський району Рівненської області.
16 січня 1944 року був призваний на фронт. Воював на другому Білоруському фронті в 21-му сухопутному полку 307-й стрілецькій дивізії.
Інформація про участь Петра Тимофійовича в операціях не відома.
24.07.1944 р. — був поранений.
Нагороджений:
Орденом Вітчизняної війни ІІ ступеня,
медаллю «За бойові заслуги»,
ювілейною медаллю «20 років перемоги у Великій Вітчизняній війні 1941—1945 рр.»,
ювілейною медаллю «30 років перемоги у Великій Вітчизняній війні 1941—1945 рр.»,
ювілейною медаллю «40 років перемоги у Великій Вітчизняній війні 1941—1945 рр.»,
ювілейною медаллю «50 років Збройних Сил СРСР»,
ювілейною медаллю «60 років Збройних Сил СРСР»
Помер Мацько Петро Тимофійович у 1990 році.
Мориконь Михайло Андрійович народився 21 червня 1922 року в селі Дзвеняче Дрогобицької області Турківський району.
У 1944 року був переселений в село Велика Купля Березнівського району Рівненської області.
У 1944 році був призваний на фронт. Воював на білоруському фронті.
Інформація про участь Михайла Андрійовича в операціях не відома.
Нагороджений:
Орденом Вітчизняної війни ІІ ступеня,
ювілейною медаллю «20 років перемоги у Великій Вітчизняній війні 1941—1945 рр.»,
ювілейною медаллю «30 років перемоги у Великій Вітчизняній війні 1941—1945 рр.»,
ювілейною медаллю «40 років перемоги у Великій Вітчизняній війні 1941—1945 рр.»
Помер Михайло Андрійович у 2001 році.

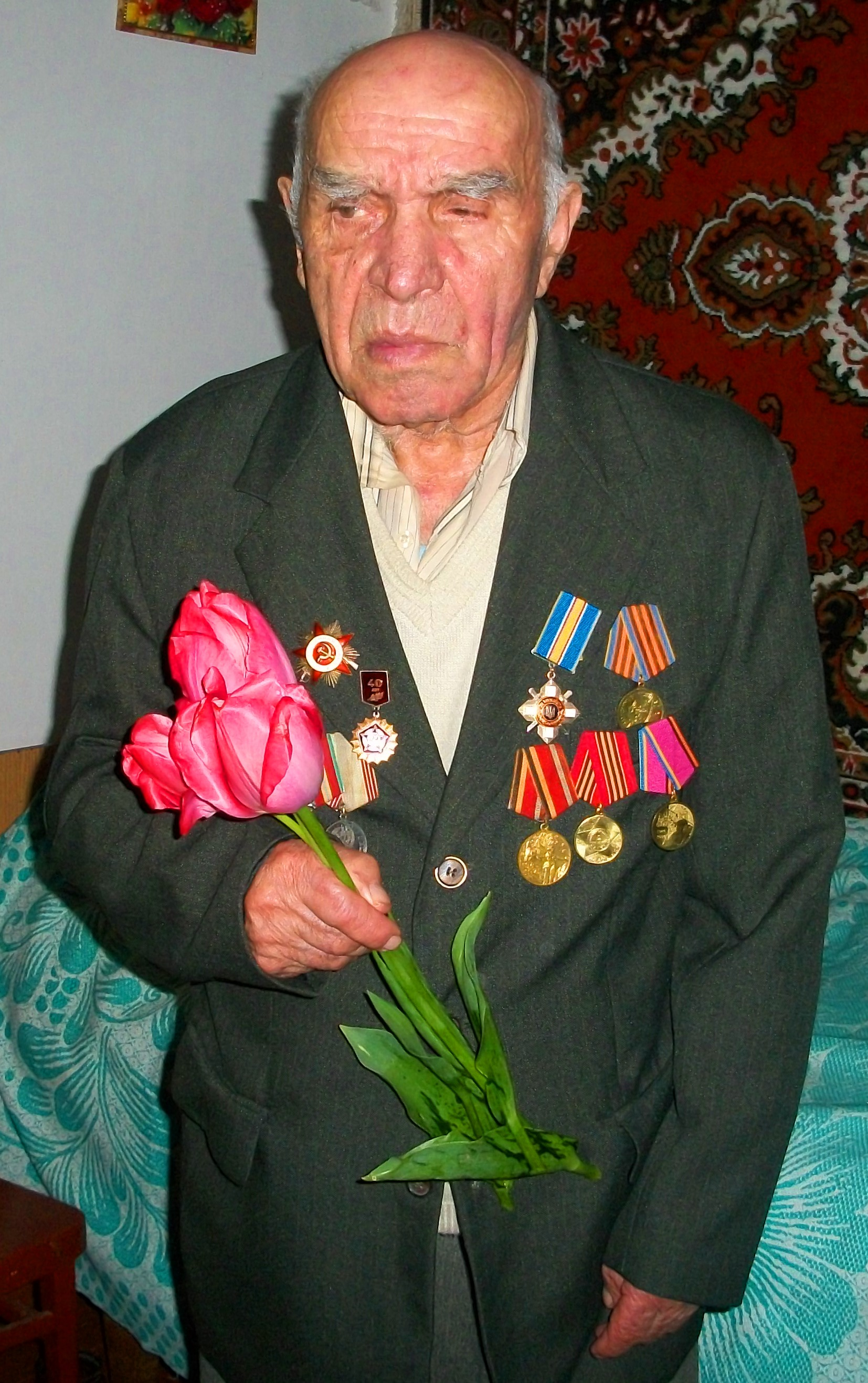
Мацько Іван Тимофійович

Тибель Василь Васильович народився 5 жовтня 1960 року в селі Велике Поле Березнівського району. Український письменник, публіцист. Лавреат Міжнародного літературного конкурсу "Коронація слова" (2018).